# دوغلاس بريتون
دوغلاس بريتون هو سياسي كندي، ولد في 25 نوفمبر 1883 في Simon's Town ‏ في جنوب أفريقيا، وتوفي في 11 فبراير 1953. نشط حزبياً في إتحاد مزارعي ألبرتا ‏. وقد انتخب عضو الجمعية التشريعية في ألبرتا ‏.